# Fechtweltmeisterschaften 2006
Die Fechtweltmeisterschaften 2006 fanden zwischen dem 30. September und dem 7. Oktober in Turin in Italien statt. Die Wettkämpfe wurden im Oval Lingotto ausgetragen, in dem Anfang 2006 noch die Eisschnelllauf-Wettbewerbe der Olympischen Spiele stattfanden.
Zum ersten Mal in der Geschichte des Fechtsports wurden im Jahr 2006 die Weltmeisterschaften der Fecht-Fußgänger und der Rollstuhl-Fechter gemeinsam und gleichzeitig ausgetragen.

## Medaillenspiegel
| Platz | Land                | Gold | Silber | Bronze | Gesamt |
| ----- | ------------------- | ---- | ------ | ------ | ------ |
| 1     | Frankreich          | 4    | 1      | 1      | 6      |
| 2     | Russland            | 2    | 0      | 3      | 5      |
| 3     | Volksrepublik China | 2    | 0      | 1      | 3      |
| 4     | Italien             | 1    | 3      | 3      | 7      |
| 5     | Vereinigte Staaten  | 1    | 2      | 1      | 4      |
| 6     | Ungarn              | 1    | 1      | 2      | 4      |
| 7     | Deutschland         | 1    | 1      | 1      | 3      |
| 8     | Estland             | 0    | 1      | 1      | 2      |
| 9     | Ukraine             | 0    | 1      | 1      | 1      |
| 10    | Spanien             | 0    | 1      | 0      | 1      |
| 10    | Portugal            | 0    | 1      | 0      | 1      |
| 12    | Südkorea            | 0    | 0      | 3      | 3      |
| 13    | Kanada              | 0    | 0      | 1      | 1      |

Endstand nach insgesamt 12 Entscheidungen. In den 6 Einzelwettbewerben wurden jeweils zwei Bronzemedaillen vergeben.

## Florett
- Herrenflorett (Dienstag, 3. Oktober)

| Gold   | Peter Joppich             | Deutschland                 |
| Silber | Andrea Baldini            | Italien                     |
| Bronze | Stefano Barrera Lei Sheng | Italien Volksrepublik China |

- Damenflorett (Sonntag, 1. Oktober)

| Gold   | Margherita Granbassi           | Italien        |
| Silber | Valentina Vezzali              | Italien        |
| Bronze | Giovanna Trillini Aida Mohamed | Italien Ungarn |

- Herrenflorett Mannschaft (Samstag, 7. Oktober)

| Gold   | Loïc Attely, Erwann Le Péchoux, Nicolas Beaudan, Marcel Marcilloux | Frankreich  |
| Silber | Dominik Behr, Richard Breutner, Peter Joppich, Benjamin Kleibrink  | Deutschland |
| Bronze | Salvatore Sanzo, Andrea Baldini, Andrea Cassarà, Simone Vanni      | Italien     |

- Damenflorett Mannschaft (Donnerstag, 5. Oktober)

| Gold   | Swetlana Boiko, Julija Chakimowa, Jana Rusawina Aida Schanajewa                | Russland |
| Silber | Elisa Di Francisca, Margherita Granbassi, Giovanna Trillini, Valentina Vezzali | Italien  |
| Bronze | Jeon Hee-sook, Jung Gil-ok, Nam Hyun-hee, Seo Mi-jung                          | Südkorea |

## Säbel
- Herrensäbel (Sonntag, 1. Oktober)

| Gold   | Stanislaw Posdnjakow         | Russland          |
| Silber | Zsolt Nemcsik                | Ungarn            |
| Bronze | Alexei Frossin Won Woo-young | Russland Südkorea |

- Damensäbel (Montag, 2. Oktober)

| Gold   | Rebecca Ward              | Vereinigte Staaten          |
| Silber | Mariel Zagunis            | Vereinigte Staaten          |
| Bronze | Sada Jacobson Kim Hye-lim | Vereinigte Staaten Südkorea |

- Herrensäbel Mannschaft (Freitag, 6. Oktober)

| Gold   | Julien Pillet, Boris Sanson, Nicolas Lopez, Vincent Anstett              | Frankreich |
| Silber | Dmytro Bojko, Wolodymyr Lukaschenko, Oleh Schturbabin, Wladyslaw Tretjak | Ukraine    |
| Bronze | Alexei Frossin, Nikolai Kowaljow, Stanislaw Posdnjakow                   | Russland   |

- Damensäbel Mannschaft (Samstag, 7. Oktober)

| Gold   | Anne-Lise Touya, Léonore Perrus, Cécile Argiolas, Solenne Mary                   | Frankreich         |
| Silber | Rebecca Ward, Mariel Zagunis, Sada Jacobson                                      | Vereinigte Staaten |
| Bronze | Jekaterina Djatschenko, Jekaterina Fedorkina, Jelena Netschajewa, Sofja Welikaja | Russland           |

## Degen
- Herrendegen (Montag, 2. Oktober)

| Gold   | Wang Lei                   | Volksrepublik China |
| Silber | Joaquim Videira            | Portugal            |
| Bronze | Sven Järve Igor Tichomirow | Estland Kanada      |

- Damendegen (Dienstag, 3. Oktober)

| Gold   | Tímea Nagy                        | Ungarn            |
| Silber | Irina Embrich                     | Estland           |
| Bronze | Emese Szász Laura Flessel-Colovic | Ungarn Frankreich |

- Herrendegen Mannschaft (Samstag, 7. Oktober)

| Gold   | Éric Boisse, Gauthier Grumier, Fabrice Jeannet, Ulrich Robeiri           | Frankreich |
| Silber | José Luis Abajo, Ignacio Canto, Juan Castañeda, Eduardo Sepulveda Puerto | Spanien    |
| Bronze | Dmytro Tschumak, Dmytro Karjutschenko, Maksym Chworost, Bohdan Nikischyn | Ukraine    |

- Damendegen Mannschaft (Freitag, 6. Oktober)

| Gold   | Li Na, Luo Xiaojuan, Zhang Li, Zhong Weiping                                 | Volksrepublik China |
| Silber | Laura Flessel, Maureen Nisima, Marisa Baradji-Duchene, Hajnalka Király-Picot | Frankreich          |
| Bronze | Claudia Bokel, Imke Duplitzer, Britta Heidemann, Marijana Marković           | Deutschland         |